# Сацкий, Александр Степанович
Александр Степанович Сацкий (укр. Олександр Степанович Сацький; 16 ноября 1930, Пологи — 6 июля 1986, Киев) — советский сценарист.

## Биография
Родился 16 ноября 1930 года в городе Пологи (ныне — Запорожская область, Украина). Отец Сацкий Степан Иванович (1900—1994). 
С 1950 по 1952 годы обучался в зенитно-артиллерийском училище. В 1962 году закончил ВГИК по специальности сценарист. С 1962 по 1982 годы занимал пост редактора и сценариста Киевской киностудии имени А. Довженко. Дебютной работой Сацкого стал фильм «Московская кругосветка», снятый им ещё в годы учёбы. Самая известная работа Александра Сацкого — В бой идут одни «старики» (фильм Леонида Быкова 1973 года).

## Семья
- Дочь — Сацкая Евгения Александровна, выпускница ВГИК им. С. А. Герасимова.

## Сценарист
- 1959 — Московская кругосветка
- 1962 — Киевская соната (киноальманах Звёздочка)
- 1963 — Сказ о матери
- 1965 — Проверено — мин нет
- 1966 — Ярость
- 1966 — Всюду есть небо
- 1971 — Звёздный цвет
- 1972 — Лавры
- 1973 — В бой идут одни «старики»
- 1973 — Огонь
- 1973 — Товарищ бригада
- 1974 — Белый круг
- 1974 — Марина
- 1975 — Переходим к любви
- 1977 — Завтра представление (документальный)
- 1983 — Водоворот
- 1985 — Женихи (укр. Женихи)
- 1985 — Кармелюк